# Гулбе, Астрида Яновна
Астрида Гулбе (латыш. Astrīda Gulbe; 16 июля 1929, Рига — 7 декабря 2018, Рига) — советская латышская актриса театра и кино.

## Биография
Родилась в 1929 году в Лиепае в семье солистов Лиепайской оперы. Училась в рижской 3-й средней школе.
В 1955 году окончила актёрский факультет Государственном институте кинематографии (ВГИК) в Москве.
Экранный дебют — историческая драма Рижской киностудии «Весенние заморозки» (1955). Самые известные роли — Анита из драмы «Сын рыбака» (1957), Ева из революционной драмы «За лебединой стаей облаков» того же года. Однако, кинокарьера не продолжилась, снялась лишь в полуторадесятках эпизодических ролях фильмов Рижской киностудии.
В 1957—1961 годах — актриса Лиепайского государственного театра.
С 1961 и до закрытия в 1992 году — актриса Государственного театра юного зрителя Латвийской ССР.

…красивая Астрида была популярна. Eё карьера начиналась блестяще — ВГИК, съёмки в фильмах. Но в театре как-то не сложилось. В последние годы она почти не играла…— Адольф Шапиро, режиссёр Латвийского ТЮЗа в 1962-1992 годах
Была замужем за художником-постановщиком Дайлис Рожлапа (1932—2014), дети — близнецы Даце и Ева, стали художниками-аниматорами кукольных фильмов.
Умерла в 2018 году в Риге.

## Фильмография
- 1955 — Весенние заморозки / Salna pavasarī — эпизод (нет в титрах)
- 1955 — К новому берегу / Uz jauno krastu — эпизод (нет в титрах)
- 1956 — За лебединой стаей облаков / Kā gulbji balti padebeši iet — Ева
- 1956 — После шторма / Pēc vētras — Велта
- 1957 — Сын рыбака / Zvejnieka dēls — Анита
- 1960 — На пороге бури / Vētra — Ольга Прамниеце
- 1967 — Часы капитана Энрико / Kapteiņa Enriko pulkstenis — мама Югиты
- 1971 — В тени смерти / Nāves ēnā — жена Гринтала
- 1977 — И капли росы на рассвете / Un rasas lāses rītausmā — мать Риты
- 1977 — Мужчина в расцвете лет / Vīrietis labākajos gados — эпизод
- 1980 — Три дня на размышление / Trīs dienas pārdomām — жена заместителя министра МВД
- 1982 — Краткое наставление в любви / Īsa pamācība mīlēšanā — эпизод (нет в титрах)
- 1984 — Когда сдают тормоза / Kad bremzes netur — эпизод (нет в титрах)
- 1985 — Матч состоится в любую погоду / Spēle notiks tik un tā — пани Новак (нет в титрах)